# Střehom
Střehom je malá vesnice v okrese Mladá Boleslav, je součástí města Dolní Bousov. Nachází se 3,9 kilometru severně od Dolního Bousova. Vesnicí protéká Klenice. Ves má status vesnické památkové zóny.

## Historie
První písemná zmínka o vesnici pochází z roku 1361.

## Pamětihodnosti
V roce 1995 byla ve Střehomi vyhlášena vesnická památková zóna zahrnující kamennou zvonici a soubor chalup. Nejhodnotnější stavbou je areál roubeného dřívějšího vodního mlýna (čp. 12) z roku 1516 a sousední usedlost čp. 11. Jeho dnešní roubená patrová budova pochází patrně z druhé poloviny 18. století. Vodní mlýn poháněný náhonem z potoka Klenice byl v provozu do roku 1952 a je dodnes funkční. Původně byl mlýn celoroubený, později bylo však roubení světnice nahrazeno kamennou zdí.
Jako kulturními památkami jsou ve Střehomi usedlosti čp. 1, 3 (z roku 1802), 7 (z roku 1799) a 11 (kolem roku 1800).
Na severozápadě navazuje na obec přírodní rezervace Údolí Plakánek.

## V kultuře
Ve vsi Střehom bylo natáčeno mnoho pohádek, najdete zde např. mlýn Petra Máchala z pohádky S čerty nejsou žerty.